# Masters und Johnson
Der Gynäkologe William Howell Masters (* 27. Dezember 1915 in Cleveland, Ohio; † 16. Februar 2001 in Tucson, Arizona) und die Wissenschaftlerin Virginia  Johnson, geb. Eshelman (* 11. Februar 1925 in Springfield, Missouri; † 24. Juli 2013) leisteten in den 1950er und 1960er Jahren Pionierarbeit mit Untersuchungen über das menschliche Sexualverhalten. Sie zeichneten die ersten Labordaten über sexuelle Reaktionen des Menschen auf und widerlegten mit ihrer Arbeit viele falsche Vorstellungen über die Sexualität.
Gemeinsam publizierten sie zahlreiche Bücher und Aufsätze zum Thema „menschliche Sexualität“. Am bekanntesten ist das Buch Die sexuelle Reaktion, das seit seiner Erstveröffentlichung 1966 mehrfach neu aufgelegt wurde. Mit ihrer Scheidung 1993 beendeten Masters und Johnson auch ihre gemeinsamen Forschungen.

## Herkunft und Ausbildung
Virginia Eshelman Johnson war in dritter Ehe mit dem Bandleader George Johnson verheiratet, trat mit ihm unter dem Namen „Gini“ als Sängerin auf und hatte aus dieser Ehe zwei Kinder. Sie studierte an der Universität von Missouri  Psychologie. Ein Studienabschluss ist nicht belegt.
Masters war der Sohn wohlhabender Eltern, absolvierte ein Medizinstudium an der Universität Rochester und spezialisierte sich dann auf Gynäkologie. Er war dreimal verheiratet, in zweiter Ehe von 1971 bis 1992 mit Virginia Johnson.

## Forschungsarbeiten
Masters und Johnson begegneten sich 1957, als William Masters Virginia Johnson als Forschungsassistentin anstellte, um eine umfassende Studie über die menschliche Sexualität durchzuführen.
Schon vorher hatte Alfred Kinsey zwei Werke (die Kinsey-Reports) über das Sexualverhalten von Männern und Frauen veröffentlicht. Sie waren in ihrer Zeit sowohl revolutionär als auch umstritten. Kinsey hatte durch Befragungen zu erfassen versucht, wie häufig bestimmte Sexualpraktiken in der Bevölkerung auftraten. Im Gegensatz dazu wollten Masters und Johnson die Struktur, Psychologie und Physiologie des Sexualverhaltens untersuchen, indem sie Masturbation und Geschlechtsverkehr und die sexuellen Reaktionszyklen im Labor beobachteten und Messungen vornahmen, deren Ergebnisse sie später auf ihre eigenen Programme in der Sexualtherapie anwandten.
Masters und Johnson zeichneten die ersten physiologischen Daten des menschlichen Körpers und der Geschlechtsorgane während sexueller Erregung auf. Außerdem brachten sie mit ihren Ergebnissen und Schlussfolgerungen zum Ausdruck, dass Sex eine gesunde und natürliche Aktivität ist und als Quelle der Freude und Vertrautheit genossen werden kann.

## Vier-Stufen-Modell der sexuellen Reaktion
Eins der beständigsten und wichtigsten Ergebnisse ihrer Forschungen ist das Vier-Stufen-Modell der sexuellen Reaktion, das sie den „menschlichen Reaktionszyklus“ nannten (vgl. Sexueller Reaktionszyklus), welchen sie in vier Stufen unterteilten:
- Erregungsphase
- Plateauphase
- Orgasmus
- Rückbildungsphase

## Sexuelle Fehlfunktionen
Mit ihrem Versuch, Struktur, Psychologie und Mechanismen der Sexualität zu verstehen, legten Masters und Johnson gleichzeitig den Grundstein für einen theoretischen Ansatz in der Behandlung von sexuellen Fehlfunktionen und -verhalten. Sie eröffneten in St. Louis eine Klinik zur Behandlung sexueller Probleme wie z. B. Impotenz, vorzeitigen Samenerguss und die Unfähigkeit, einen Orgasmus zu haben. Ihre Behandlungsmethoden basierten auf den Erkenntnissen ihrer Laboruntersuchungen: Surrogatpartnerinnen wurden zur Behandlung von vorzeitigem Samenerguss empfohlen.

## Konversionstherapie
Obwohl Masters und Johnson Heterosexualität und Homosexualität als gleichberechtigt ansahen, zählten sie zu den neueren Vertretern der Konversionstherapie zur Behandlung von Homosexualität. Aufgrund der gesellschaftlichen Umstände und der Denunzierung von Homosexualität als Krankheit äußerten viele Individuen den Wunsch, ihre sexuelle Orientierung zu ändern. Masters und Johnson trügen dem Leidensdruck dieser Personen Rechnung, indem sie das entsprechende Therapieangebot zur Verfügung stellten.

## Kritik
Einige Sexualforscher – insbesondere Shere Hite – haben sich darauf konzentriert zu verstehen, wie einzelne Menschen sexuelle Erfahrungen bewerten und was sie für sie bedeuten. Hite kritisierte Masters’ und Johnsons Arbeit, weil sie unkritisch kulturelle Einstellungen zum Sexualverhalten in ihre Forschungen einbezogen hätten.
Hites Arbeiten zeigten zum Beispiel, dass 70 % der Frauen, die beim Geschlechtsverkehr keinen Orgasmus haben, diesen leicht durch Masturbation erreichen können. Sie kritisierte Masters’ und Johnsons Meinung, dass durch die Stöße beim Geschlechtsverkehr die Klitoris ausreichend gereizt würde, um einen Orgasmus zu erreichen, und ihre Folgerung daraus, dass das Versagen hierbei Zeichen einer „sexuellen Fehlfunktion“ der Frau sei. Während sie nicht abstreitet, dass sowohl Kinsey als auch Masters und Johnson äußerst wichtige Schritte in der Sexualforschung taten, ist sie der Meinung, dass man den kulturellen und persönlichen Aufbau der sexuellen Erfahrung verstehen müsse, um Forschungsergebnisse zu erzielen, die auch außerhalb des Labors gültig sind.
Der deutsche Sexualforscher Gunter Schmidt hat die Homosexuellenfeindlichkeit von Masters und Johnson und deren angeblich falsche Dramatisierung der Bedrohung durch Aids in der Zeitschrift für Sexualforschung kritisiert (siehe Sekundärliteratur).

## Verfilmung
Die Arbeit von Masters und Johnson wurde vom US-amerikanischen Sender Showtime als Fernsehserie produziert. Die Serie startete im US-Fernsehen im Sommer 2013 unter dem Titel Masters of Sex. Sie endete 2016 nach der vierten Staffel. In Deutschland wurde sie zwischen Dezember 2013 und Dezember 2016 auf Sky Atlantic HD gesendet und ab dem 5. August 2014 bei ZDFneo gezeigt.

## Veröffentlichungen von William H. Masters und Virginia E. Johnson
- Human sexual response. Boston: Little, Brown 1966 (dt.: Die sexuelle Reaktion.  Akademische Verlagsges., Frankfurt am Main 1967)
- Human sexual inadequacy. Boston: Little, Brown 1970 (dt.: Impotenz und Anorgasmie. Zur Therapie funktioneller Sexualstörungen. Goverts Krüger Stahlberg, Frankfurt am Main 1973)
- mit Robert C. Kolodny: Human sexuality. Little & Brown, Boston 1979; weitere Auflagen ab 1982.
- (Hrsg. mit Robert C. Kolodny): Ethical issues in sex therapy and research. Reproductive Biology Research Foundation conference. Boston: Little, Brown 1977–1980
- Homosexuality in perspective. Boston: Little, Brown 1979 (dt.: Homosexualität. Ullstein, Frankfurt am Main/Wien 1980)
- (mit Robert C. Kolodny): Crisis. Heterosexual behavior in the age of AIDS. New York: Grove Press 1988 (dt.: Das verdrängte Risiko. Sexualverhalten im Aidszeitalter. Der aktuelle Report der führenden Sexualforscher über Aids und Heterosexualität. Düsseldorf u. a.: Econ 1988)
- (mit Robert C. Kolodny): Biological foundations of human sexuality. New York: Harper Collins 1993
- (mit Robert C. Kolodny): Heterosexuality. New York: Harper Collins 1994 (dt.: Heterosexualität. Die Liebe zwischen Mann und Frau. Wien: Ueberreuter 1996)

## Sekundärliteratur
- Ruth Brecher und Edward Brecher (Hrsg.): An analysis of human sexual response. New York, N. Y.: The New American Library 1966 (dt.: Sexualität: Beratung und Forschung. Akademische Verlagsges., Frankfurt am Main 1969)
- Robert C. Kolodny: In memory of William H. Masters. In: J. Sex Res. 38 (3), 2001, S. 274–276
- Thomas Maier: Masters of Sex, Basic Books, New York City, NY  2009, ISBN 978-0-465-00307-5
- Charles Moritz (Hrsg.): Masters, William H(owell). In: Current biography yearbook 1968. H. W. Wilson, New York 1969, S. 247–249
- Karin Schoof-Tams: Therapie funktioneller Sexualstörungen nach Masters und Johnson. In: Volkmar Sigusch (Hrsg.): Therapie sexueller Störungen. Thieme, Stuttgart und New York 1975, S. 86–99
- Gunter Schmidt: Rezension von „Das verdrängte Risiko. Sexualverhalten im Aidszeitalter“ von William H. Masters et al. Zeitschrift für Sexualforschung 1, S. 177–179, 1988
- Volkmar Sigusch: Sexualphysiologie: Einmaleins der Lust. Vorwort zu: William H. Masters und Virginia E. Johnson: Die sexuelle Reaktion. (rororo sexologie, Bd. 8032/33). Rowohlt, Reinbek 1970, S. 7–15
- Volkmar Sigusch: Exzitation und Orgasmus bei der Frau. Physiologie der sexuellen Reaktion. Enke, Stuttgart 1970
- Volkmar Sigusch: Masters und Johnson. In: Volkmar Sigusch und Günter Grau (Hrsg.): Personenlexikon der Sexualforschung, Campus Verlag, Frankfurt/York 2009, ISBN 3-593-39049-3, S. 468–477
- Leonore Tiefer: Historical, scientific, clinical and feminist criticisms of „The human sexual response cycle“ model. In: Annual Review of Sex Research 2, 1991, 1–23.
- Volkmar Sigusch: Virginia E. Johnson (1925–2013) [Nachruf]. Z. Sexualforsch. 26, S. 276–281, 2013